# Pescarenico
Pescarenico (Pescarenech in dialetto lecchese) è un rione di Lecco, posto sulla riva sinistra dell'Adda, nel tratto compreso fra il termine del ramo lecchese del lago di Como e il piccolo lago di Garlate.

## Storia
Nel secolo XVII costituiva un villaggio ai cui abitanti era concesso il diritto di pesca nel tratto fluviale prospiciente il paese, ricco in fauna ittica. Le barche dei pescatori venivano tirate a secco nell'approdo vicino a piazza Era, che era la piazza del quartiere.
Nel 1576 alla presenza del governatore spagnolo Mendoza, cavaliere di Sant'Jago e governatore della piana di Lecco, venne costruito un convento di cappuccini per adempiere ad una loro richiesta di avere un altro convento oltre ai loro conventi di Bergamo, Domaso e Como; secondo gli storici L. Gualtieri di Brenna e Cesare Cantù, il governatore in persona «...andò in giro col bacile a raccogliere limosine per quell'edilìzio. E si perpetuò l'usanza che ogni anno le parrocchie del Territorio, alle rogazioni e a san Francesco, venisser processionalmente al convento a far un'offerta, e udire la messa cantata dal prevosto di Lecco; finché uno di questi, che poco se la dicea coi frati, interruppe la consuetudine».
Questo convento venne danneggiato da un terremoto, senza esserne distrutto, la notte del 12 giugno 1646, secondo l'elenco dei terremoti storici compilato da Mercalli (1888). Accanto al convento venne eretta la chiesa conventuale, dedicata, come il convento, a San Francesco. Il complesso venne affidato ai frati francescani, i quali lo adibirono ad alloggio per i confratelli provenienti da Bergamo che si recavano a Como o Domaso.
Nel 1810 il convento fu soppresso per volere di Napoleone Bonaparte e la chiesa venne riattata, specie nella facciata, attribuita all'architetto Giuseppe Bovara, e dedicata a San Materno, associato più tardi a Lucia, presumibilmente in omaggio al Manzoni. Tra i documenti del Ducato di Milano, Pescarenico risulta parte del comune di Lecco già dal 1757.

## Luogo manzoniano
(Alessandro Manzoni, I promessi sposi, cap. 4)

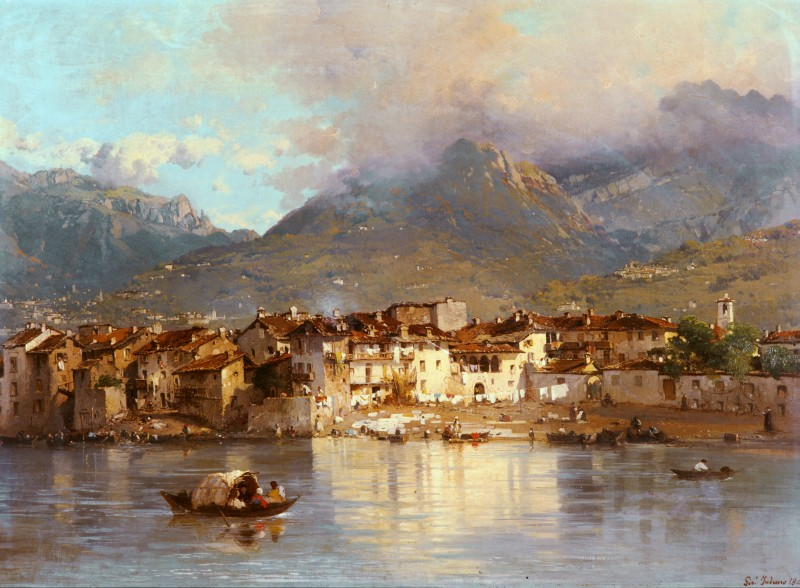
Gerolamo Induno veduta di Pescarenico

È l'unico luogo di Lecco citato esplicitamente da Alessandro Manzoni nei Promessi Sposi. A Pescarenico lo scrittore ubicò il convento dei Cappuccini in cui vivevano Fra Cristoforo e fra Galdino e da questo paesino, nella vicinanza della foce del Bione (un piccolo torrente che scorre in zona finendo nell'Adda) si allontanerà in barca Lucia per fuggire dalle mire di Don Rodrigo.
Sempre di Pescarenico è il pesciaiolo che porterà ad Agnese e Lucia notizie del loro paese natale, quando queste erano rifugiate a Monza.

## Galleria d'immagini

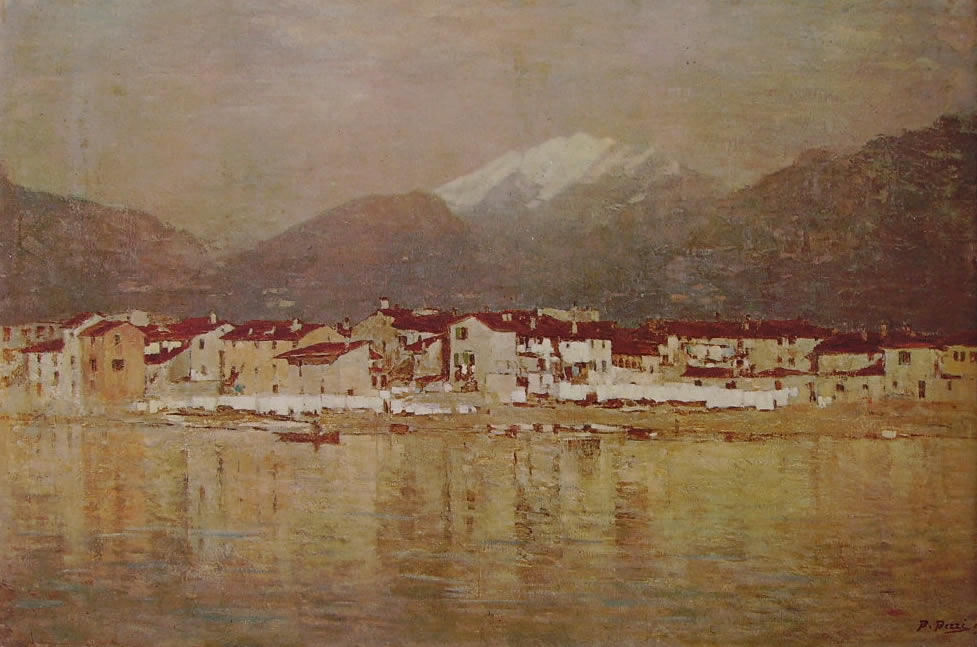
Bartolomeo Bezzi-Pescarenico
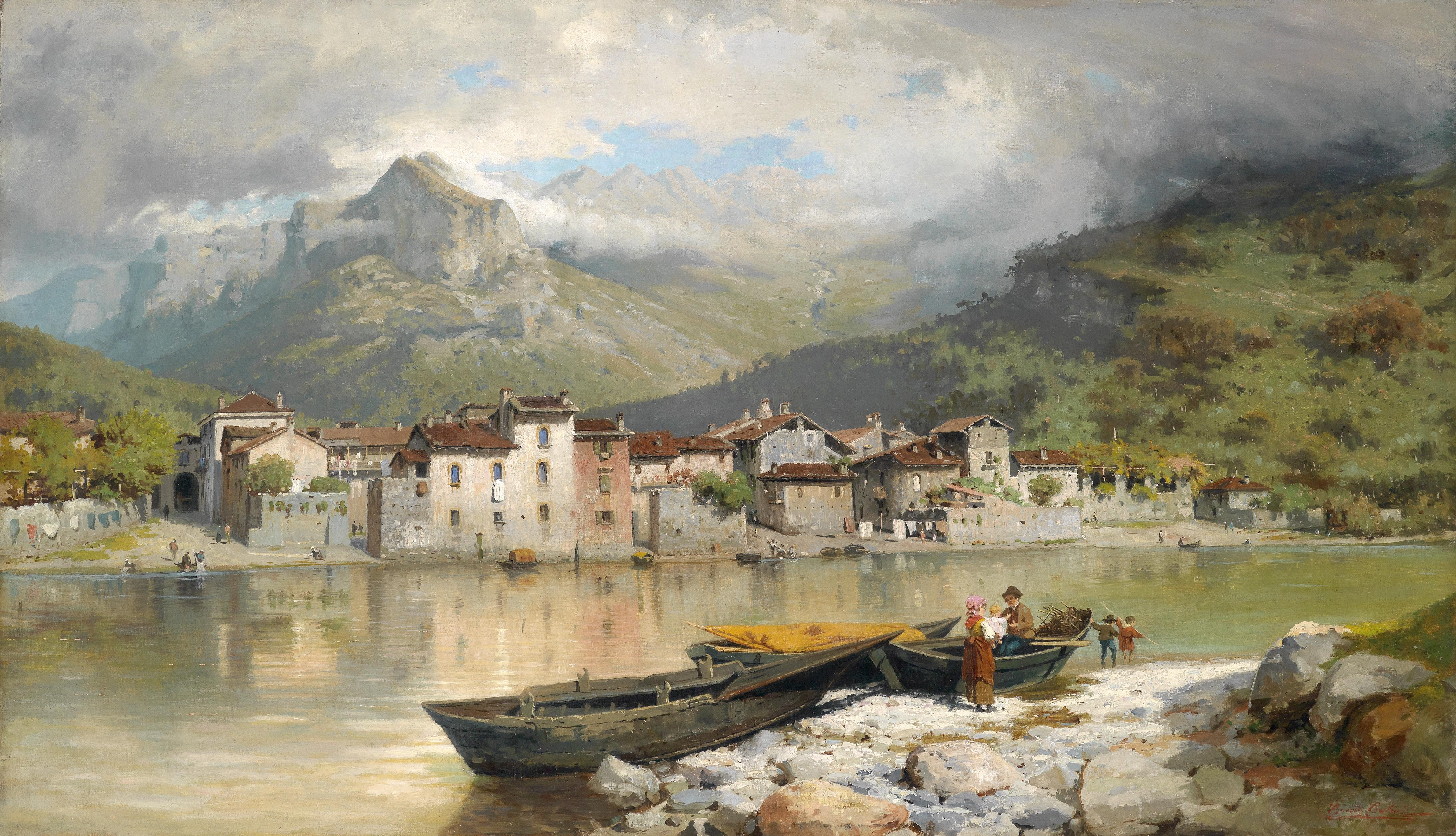
Ercole Calvi Famiglia di pescatore a Lecco
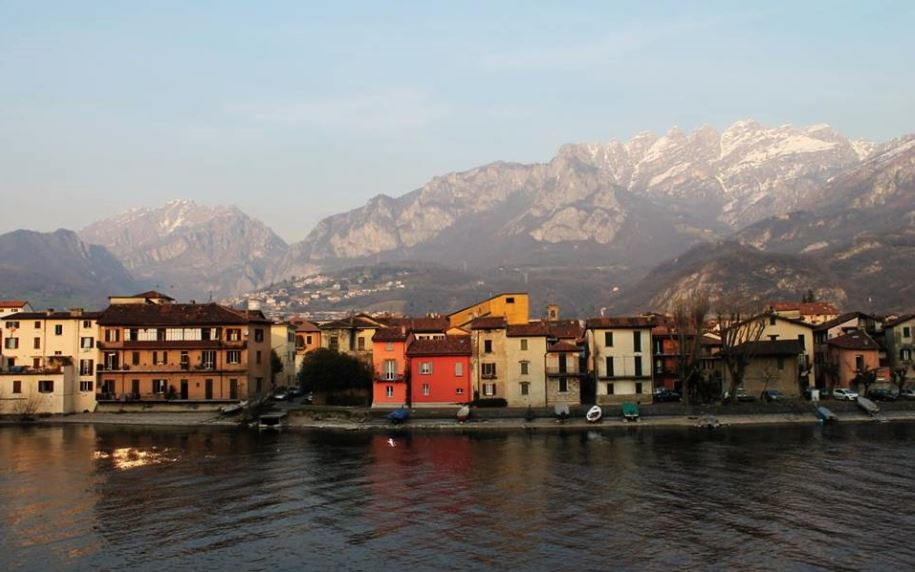
Pescarenico